# Vršovice (kraj ustecki)
Vršovice – miejscowość i gmina (obec) w Czechach, w kraju usteckim, w powiecie Louny. W 2022 roku liczyła 245 mieszkańców.